# زابورونویه
زابورونویه (به لاتین: Zaburunnoye) یک منطقهٔ مسکونی در روسیه است که در استان آستراخان واقع شده‌است.